# مار نیزار یون‌نان
مار نیزار یون‌نان (نام علمی: Calamaria yunnanensis) نام یک گونه از تیره قمچه‌ماران است.